# Anceriz
Anceriz is een plaats (freguesia) in de Portugese gemeente Arganil en telt 188 inwoners (2001).